# Mike Jones (worstelaar)
Michael Jones (Wilkinsburg (Pennsylvania), 7 april 1951 – Pittsburgh (Pennsylvania), 28 februari 2024) was een Amerikaans professioneel worstelaar die actief was in de World Wrestling Entertainment (WWE) onder ringnaam Virgil. Hij was de kayfabe bodyguard van Ted DiBiase Jr.. Hij was ook actief in de World Championship Wrestling (WCW) onder ringnaam Vincent.
Jones overleed in februari 2024 op 72-jarige leeftijd.

## In worstelen
- Finishers
  - Camel clutch
  - Million Dollar Dream (Cobra clutch)

- Signature moves
  - Airplane spin
  - Back elbow smash
  - Belly to back suplex
  - Diving clothesline
  - Dropkick, sometimes from the top rope
  - Fallaway slam
  - Fujiwara armbar
  - Inverted atomic drop
  - Knockout punch
  - Neckbreaker
  - Russian legsweep
  - Superplex
  - Various boxing punches

- Managers
  - Roddy Piper
  - Ted DiBiase

- Worstelaars managed
  - Larry Sharpe
  - Ted DiBiase
  - Curt Hennig
  - Ernest "The Cat" Miller
  - Craig "Bluto" Louttit
  - Ted DiBiase Jr.

- Teams en stables managed
  - New World Order (nWo)
  - West Texas Rednecks

- Bijnamen
  - "nWo head of security"

## Kampioenschappen en prestaties
- American Wrestling Association
  - AWA International Heavyweight Championship (1 keer)
  - AWA Southern Tag Team Championship (1 keer met Rocky Johnson)

- World Wrestling Federation
  - Million Dollar Championship (1 keer)